# カウガールを救え!
カウガールを救え!（かうがーるをすくえ！ Operation:C.O.W.G.I.R.L.）はカートゥーンネットワークで放映中の海外アニメ『KND ハチャメチャ大作戦』のエピソードで、第4話Bパート。米国では2002年12月20日に初出。日本初放送は2004年9月5日。
- 原作：Tom Warburton
- ストーリーボード：Tony Eastman

## あらすじ
襲いくるウィンクとフィッブから、突然KNDのメンバーを救ってくれたのは年老いたカウガールのラッソラスだった。大人になっても大人と戦い続ける彼女の姿に、ナンバー1は違和感を覚える。
ウィンクとフィッブの椅子型戦車に追い詰められたKNDは、いきなり現われた謎のカウガールの投げ縄によって救われる。何が起こったか分からないままウィンクとフィッブはミサイルで彼女を攻撃するが、彼女は見事にかわしてみせる。しかし落下して気絶したKNDたちは、彼らが持っていた小さなドーム型の『何か』を失くしてしまう。
助けられたKNDは、彼らのものではない古いツリーハウスで目を覚ます。現われた先程のカウガールの老婆はラッソラス（投げ縄娘）と名乗り、大人と戦うカウボーイキッズクラブの最後のメンバーであると陽気に自己紹介をする。彼女はツリーハウスの案内をしながら自分の色々な道具を披露してみせる。それは真空管ラジオや缶々糸電話など時代遅れなものだったが、ナンバー1以外のメンバーは素直に驚いていた。
その頃、ウィンクとフィッブはKNDが残していったドームを開けるべきかどうかを静かに言い合っていた。しかし、まだ開けるべき時ではないらしい。
一方ラッソラスのツリーハウスでは、ナンバー1以外のメンバーが様々な設備に感銘を受けている横で、ナンバー1はいらいらし始めていた。ふとナンバー1がカウボーイキッズクラブの昔の写真に気付くと、ラッソラスはその写真に写っている自分以外の2人の男メンバーを指して、成長するまでは大人と戦う本当に良い戦士だったと懐古し、KNDと共に今のカウボーイキッズクラブを再結成したいと話し始める。
しかしナンバー1はラッソラスが大人になってしまっている以上、大人が大人とは戦えないのだと指摘する。ラッソラスは躍起になって自分は大人ではないと言い返すが、子どもは普通入れ歯はしない。そこでナンバー1が彼女を試すためにウィンクとフィッブから1人でドームを取り返してくるよう提案すると、ラッソラスはそれを承諾して老いぼれた自分の馬クリップ・クロップで出かけていく。ナンバー1は帰ろうとするが、他のメンバーはここで待とうと言う。
丸一日が経過しとうとうKNDが帰ろうとした頃、古いラジオからラッソラスの声が聞こえ、ウィンクとフィッブが家でピザパーティーを開いていること、またそれがKNDを嵌めるための罠であることをただならぬ様子で告げる。
KNDが助けに向かうと、ラッソラスと彼女の馬はぐつぐつと煮えた鍋の上に吊るし上げられていた。KNDはピザ箱を持って現われ、そこに仕込んだ缶電話で木の小屋を巨大な馬型ロボットに変形させる。ウィンクとフィッブも彼らの椅子型ロボットを起動させる。馬型ロボットは超音波や投げ縄、槍を使って善戦するが、ついには衝突して大破してしまう。そしてKNDたちも縛られて鍋の上に吊るされてしまった。
フィッブは、ラッソラスに向かってあなたは大人になるべきだった、私と一緒にダンスパーティーに行くべきだったと言う。彼ら3人は昔からの知り合いだった。ドームを開けて中身のカツラをフィッブが着けると、ラッソラスがウィンクとフィッブの2人がかつてのカウボーイキッズクラブの仲間だったことに初めて気付く。フィッブはラッソラスのことが好きだったが、彼女は髪の毛がふさふさの人が好きだったので14歳でフィッブが禿げてしまって以来、舞踏会で踊ってくれなくなってしまったという痛い失恋の記憶を持っていた。
ラッソラスのロープは解かれ、彼女はカツラをかぶったフィッブの頭がキス出来るくらいに可愛いとなだめると、完全に老婆の姿になったラッソラスを不気味がったフィッブは逃げ出し、同じようにフリップ・フロップに迫られたウィンクも逃げ出してしまう。ラッソラスは愛馬にまたがって颯爽と去っていき、KNDたちは、逆さ吊りのまま放置されたもののどこか楽しそうだった。

## 主な登場人物
- ナンバー1
- ナンバー2
- ナンバー3
- ナンバー4
- ナンバー5
- ウィンク（ジョン）
- フィッブ（ティモシー（ティミー））
- ラッソラス（Lasso Lass）
- クリップ・クロップ（Clip-Clop）

## 補足
メインの5人全員が活躍するエピソード。
大人になることを拒否する大人というテーマを肯定的な目線（ラッソラス、KNDのナンバー1以外のメンバー）と否定的な目線（ナンバー1、ウィンクとフィッブ）の両方から描いているが、一見重くなりがちなテーマを明るく痛快に描いている。